# Wolfgang Borchert
Wolfgang Borchert (Amburgo, 20 maggio 1921 – Basilea, 20 novembre 1947) è stato uno scrittore tedesco, importante figura della letteratura tedesca nella prima metà del XX secolo.

## Biografia
Figlio di un insegnante di Amburgo e della scrittrice Hertha Borchert, iniziò a comporre poesie già all'età di 15 anni, alcune delle quali furono pubblicate nell'Hamburger Anzeiger.
Durante la Seconda guerra mondiale fu mandato al fronte est nel 1941. Ebbe molti problemi con il bellicoso regime nazista, fu arrestato più volte e rischiò addirittura la pena capitale perché accusato di essersi procurato volontariamente una grave ferita per poter fare rientro dopo anni di guerra. Borchert, infatti, si era dichiarato contrario alla guerra, ma riuscì a tornare ad Amburgo dai genitori solo nel 1945.
Nel dopoguerra lavorò a teatro come attore e assistente di regia, ma solo per un breve periodo a causa delle gravi condizioni di salute riportate in seguito al conflitto mondiale. Morì all'età di 26 anni il 20 novembre 1947, alla vigilia della prima rappresentazione teatrale di Draußen vor der Tür.

## L'arte di Borchert

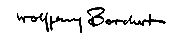
Firma di Borchert

Portavoce della popolazione tedesca del dopoguerra e soprattutto dei giovani che, al rientro a casa, non hanno trovato il calore delle mura domestiche, ma solo rovine, indifferenza e incertezza di fronte al futuro, Borchert è uno dei maggiori esponenti della cosiddetta Trümmerliteratur (letteralmente, letteratura delle macerie) ed è stilisticamente influenzato dall'espressionismo e dal pragmatismo morale di Erich Kästner e Kurt Tucholsky.
Nel pamphlet Das ist unser Manifest (Questo è il nostro manifesto), lo scrittore spiega il proprio punto di vista nei confronti dell'arte e della letteratura, sottolineando l'inutilità della "buona grammatica" e la necessità di autori che chiamino le cose con il proprio nome e prendano posizioni chiare. ("Wir brauchen Dichter [...], die zu Baum Baum sagen [...] und ja sagen und nein sagen", liberamente tradotto: "Abbiamo bisogno di poeti che dicono albero all'albero [...], che dicono sì e dicono no".) Non è importante l'uso del "congiuntivo", per il quale mancano ormai tempo e pazienza. Il risultato è una lingua emozionale ed emozionante, cruda e sincera, caratterizzata dalla presenza di ellissi, iperboli, climax e ripetizioni.

### Draußen vor der Tür
Questo dramma fu scritto in pochi giorni nell'autunno del 1946, fu trasmesso inizialmente per radio dal Nordwestdeutscher Rundfunk, nel 1947 fu rappresentato per la prima volta a teatro e fu anche riadattato per il cinema da Wolfgang Liebeneiner.
Draußen vor der Tür ("Fuori davanti alla porta") è ambientato nell'Amburgo del secondo dopoguerra ed ha come protagonista un uomo di nome Beckmann che rimpatria dopo tre anni di prigionia in Siberia. Al rientro il soldato vede morire tutte le speranze di un futuro migliore e scopre di non aver più una casa e una famiglia ad attenderlo. La moglie lo ha dimenticato ed ha costruito una famiglia con un altro uomo, i genitori non ci sono più e anche il fiume Elba lo respinge quando cerca di togliersi la vita. Ovunque vada viene sempre lasciato fuori della porta, ha perso la sua vecchia vita e, a causa della debolezza e della solitudine, non riuscirà mai a crearsene una nuova.
Un importante elemento del dramma è il grottesco. Lo stesso Beckmann è una figura grottesca; la maschera antigas lo fa anche assomigliare ad uno spettro, condannato com'è a vivere la propria miserabile vita.

### Das Brot
Das Brot ("Il pane") è un racconto breve (Kurzgeschichte) ambientato nel dopoguerra tedesco. La storia si svolge nella notte in un povero appartamento abitato da una coppia sposata da 39 anni. Non ci sono riferimenti spazio-temporali precisi, ma l'ambientazione risulta chiara e indubbia. Tipici di questo periodo storico, infatti, sono la miseria, la fame, il razionamento del cibo, la povertà che emergono dal racconto. La trama è molto semplice, ma ciò nonostante carica di forza empatica e capace di rendere esplicito il dramma del dopoguerra. Gli unici personaggi sono i due coniugi. La donna è una persona forte e sicura che cerca di aiutare e proteggere suo marito, che invece è debole e cede alla tentazione di mangiare di nascosto il pane messo da parte per il giorno successivo.
La tragedia del racconto sta nel fatto che, in determinate condizioni storiche, la sincerità di un lungo rapporto coniugale può perdere stabilità anche per una fetta di pane. Il linguaggio utilizzato è quello quotidiano, caratterizzato dall'uso di strutture paratattiche e ripetizioni, che rendono palpabile il dramma familiare e storico del racconto.

### Die Küchenuhr
Anche Die Küchenuhr ("L'orologio da cucina") è un racconto breve scritto e ambientato negli anni Quaranta. L'orologio della cucina del protagonista è l'unico oggetto che è rimasto integro dopo un attacco durante la guerra che ha ucciso tutta la sua famiglia. L'orologio non funziona più e si è bloccato nel momento dell'esplosione, quando segnava le 2:30. Questo orario ha per il giovane protagonista un significato profondo, rappresenta il suo passato, quando ogni notte faceva rientro a casa a quell'ora e trovava la madre ad aspettarlo. Rappresenta la perduta quotidianità, che vede adesso come un paradiso.

## Elenco delle opere principali
- Die Kirschen (1945)
- Laterne, Nacht und Sterne (1946)
- Draußen vor der Tür (1947)
- An diesem Dienstag (1947)
- Die Hundeblume (1947)
- Das ist unser Manifest (1947)
- Das Brot (1946)
- Das Holz für morgen (1946)
- Die Küchenuhr (1947)
- Nachts schlafen die Ratten doch!
- Die drei dunklen Könige
- Das Gewitter
- Fuori davanti alla porta e racconti scelti, introduzione e traduzione di Roberto Rizzo, prefazione figurativa di Francesco Barocco, a cura di Rebecca De Marchi, Torino, Allemandi, 2001, 272 p. (Contiene: Racconti del carcere, Racconti delle macerie, Fuori davanti alla porta), ISBN 88-422-1052-8